# آن أوغسطين
آن أوغسطين هي ممثلة هندية، ولدت في 30 يوليو 1988. من الجوائز التي نالتها جائزة فيلم فير جنوب.

## جوائز
- جائزة فيلم فير جنوب

## وصلات خارجية
- آن أوغسطين على موقع IMDb (الإنجليزية)
- آن أوغسطين على موقع قاعدة بيانات الفيلم (الإنجليزية)